# 查姆伍德 (密蘇里州)
查姆伍德（英語：Charmwood）是位於美國密蘇里州富蘭克林縣的村。

## 人口
根據2020年美國人口普查的數據，查姆伍德的面積為0.36平方千米，皆為陸地。當地共有人口17人，而人口密度為每平方千米47人。